# Mercat de Collblanc
El Mercat de Collblanc és un edifici del barri del mateix nom de l'Hospitalet de Llobregat, catalogat com a bé cultural d'interès local.

## Història
El 1925, l'Ajuntament de l'Hospitalet va adquirir els terrenys, on es feia un mercat setmanal, i l'any següent va encarregar a l'arquitecte municipal Ramon Puig i Gairalt el Pla d'Eixample i Reforma de la ciutat per a respondre al creixement de la població dels anys 1920. El mercat es va construir l'any 1932, obra del mateix Puig i Gairalt, que poc abans ja havia projecta el Mercat del Centre.
El 1988 es van construir les parades exteriors, i el 1994 un aparcament soterrani a la plaça del costat, tocant al carrer del Progrés.

## Descripció
És de planta de creu llatina, amb els braços longitudinals més llargs que els transversals. La coberta és de teula romana a quatre aigües i en la intersecció dels dos braços s'aixeca un cos quadrangular cobert a quatre aigües. Cada braç de la creu és de tres naus, el central més alt que els laterals, d'aquesta manera s'obren dos nivells de finestres, un nivell en les naus laterals i un altre en el mur de la nau central que sobresurt per sobre de les laterals.
La decoració exterior és molt senzilla i de tipus geomètric. Les finestres són rectangulars i en degradació. Les façanes tenen pilastres amb poc volum i sense decoració i les obertures, també en degradació, tenen la part superior en forma de mig hexàgon.